# Hans Foschum
Hans (Jan) Foschum (20. května 1906 Volary – 19. listopadu 1956 Linec) byl česko-rakouský architekt.

## Život a dílo
Hans Foschum se narodil 20. května 1906 jako syn staršího učitele. Po absolvování střední školy v Českém Krumlově a studiu na Německé technické univerzitě v Brně (Dipl.-Ing.) byl od roku 1933 zaměstnán u Městského úřadu Český Krumlov.
Od roku 1938 vstoupil do ředitelství hornorakouských pozemkových staveb v Linci. Od roku 1943 až do skončení války byl ve Wehrmachtu na vojně, od roku 1948 byl opět úředníkem Zemského stavebního ředitelství v hornorakouském Linci jako Oberbaurat a vedoucí projektového plánování. Pod jeho vedením vznikaly projekty jako např. Dětská nemocnice Linec, rozšíření Krajského soudu a Vyššího krajského soudu v Linci, Tkalcovská odborná škola Haslach an der Mühl, Centrum péče o děti Gmundnerberg a vysoká škola Schärding. Od roku 1946 byl Foschum členem diecézní rady diecéze Linec.
Navrhoval především církevní stavby, jako je Kostel míru v Linci (spolu s Peterem Behrensem, Alexanderem Poppem a Hansem Feichtlbauerem), farní kostel ve Větřní, Klaffer am Hochficht (Horní Rakousy) nebo kostel v Untergengu (Mühlviertel). Pro kostel v Molln-Breitenau Foschum vytvořil plány zdarma.

### Stavby

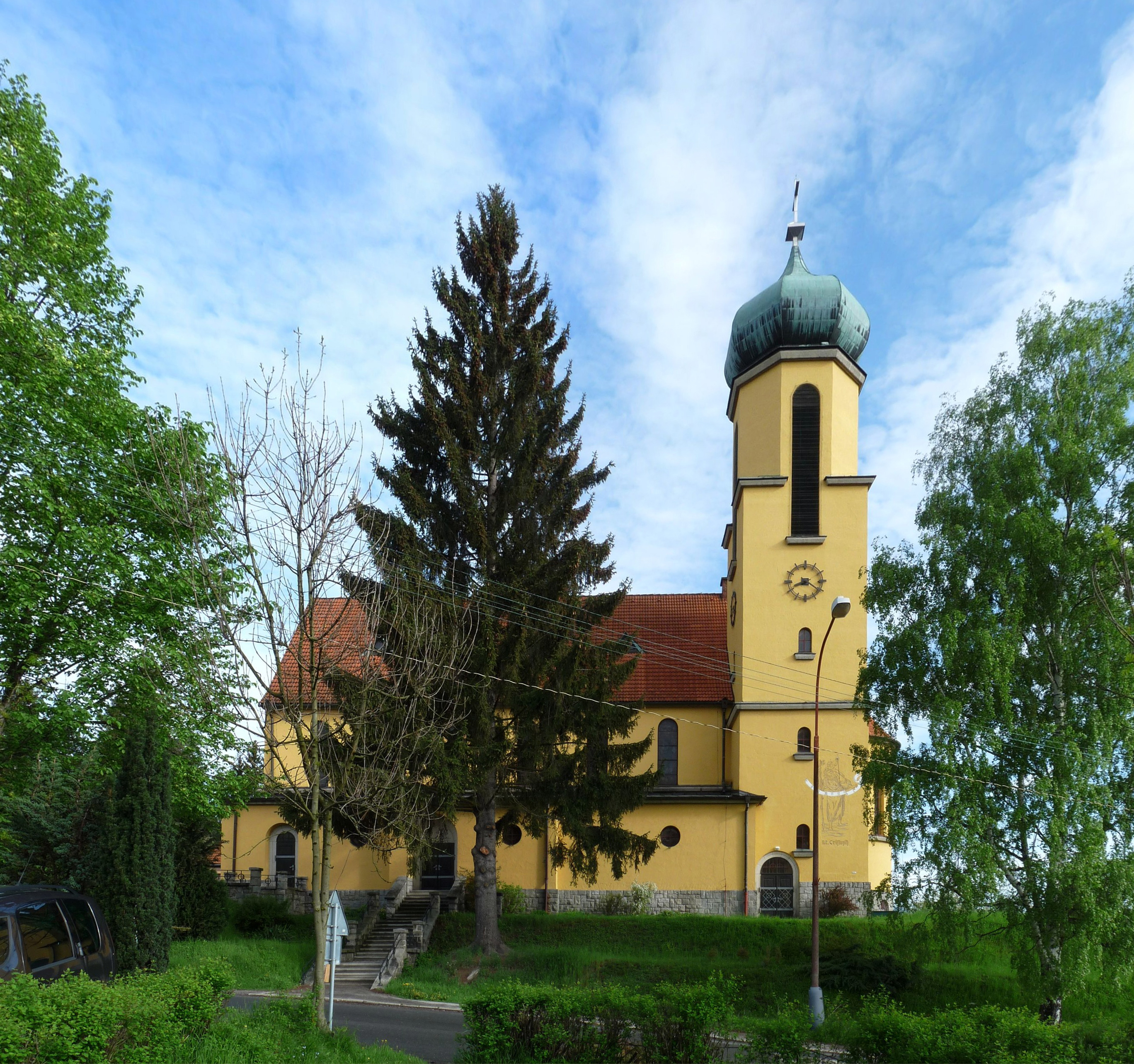
Kostel Větřní

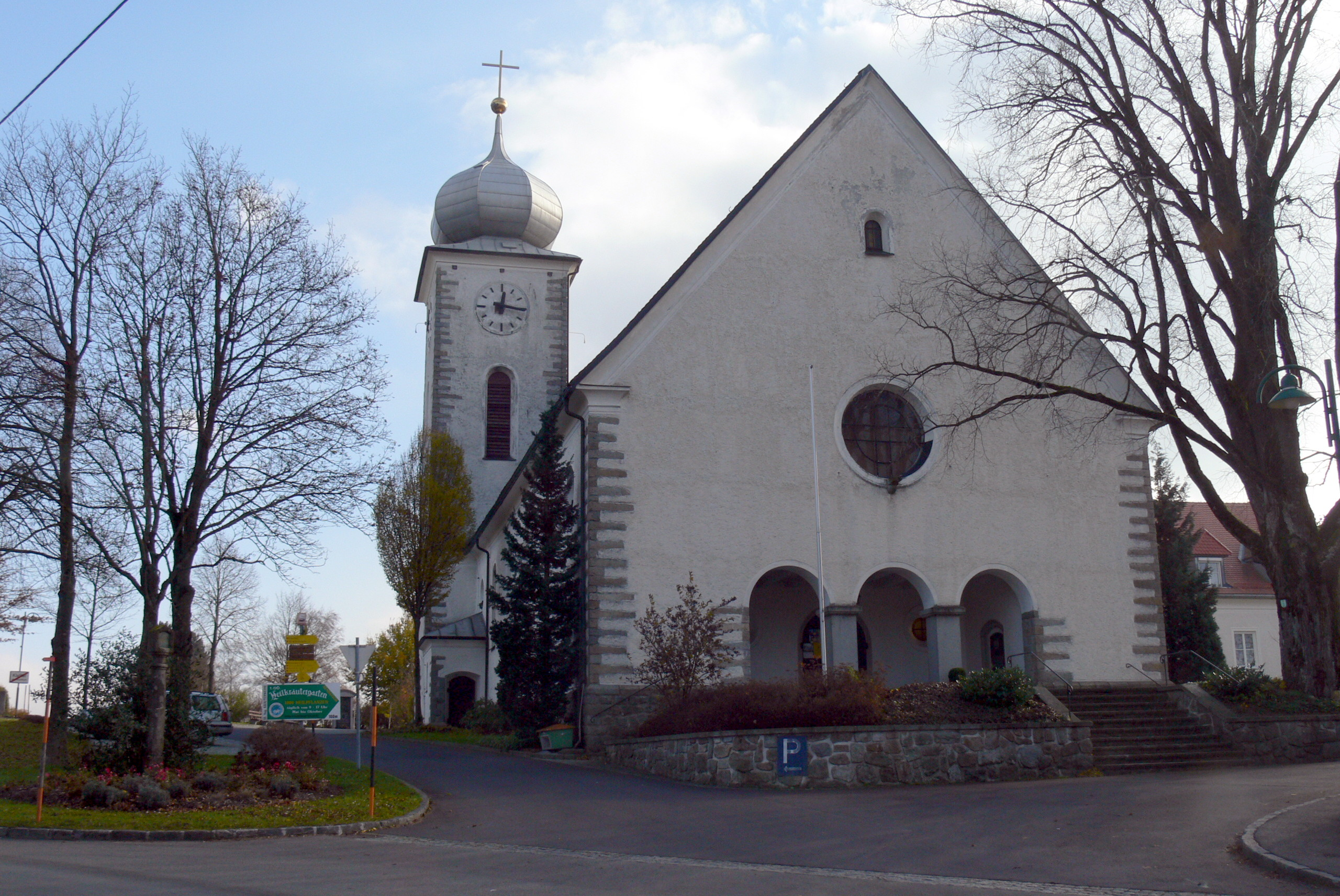
Kostel Klaffer am Hochficht, Horní Rakousy

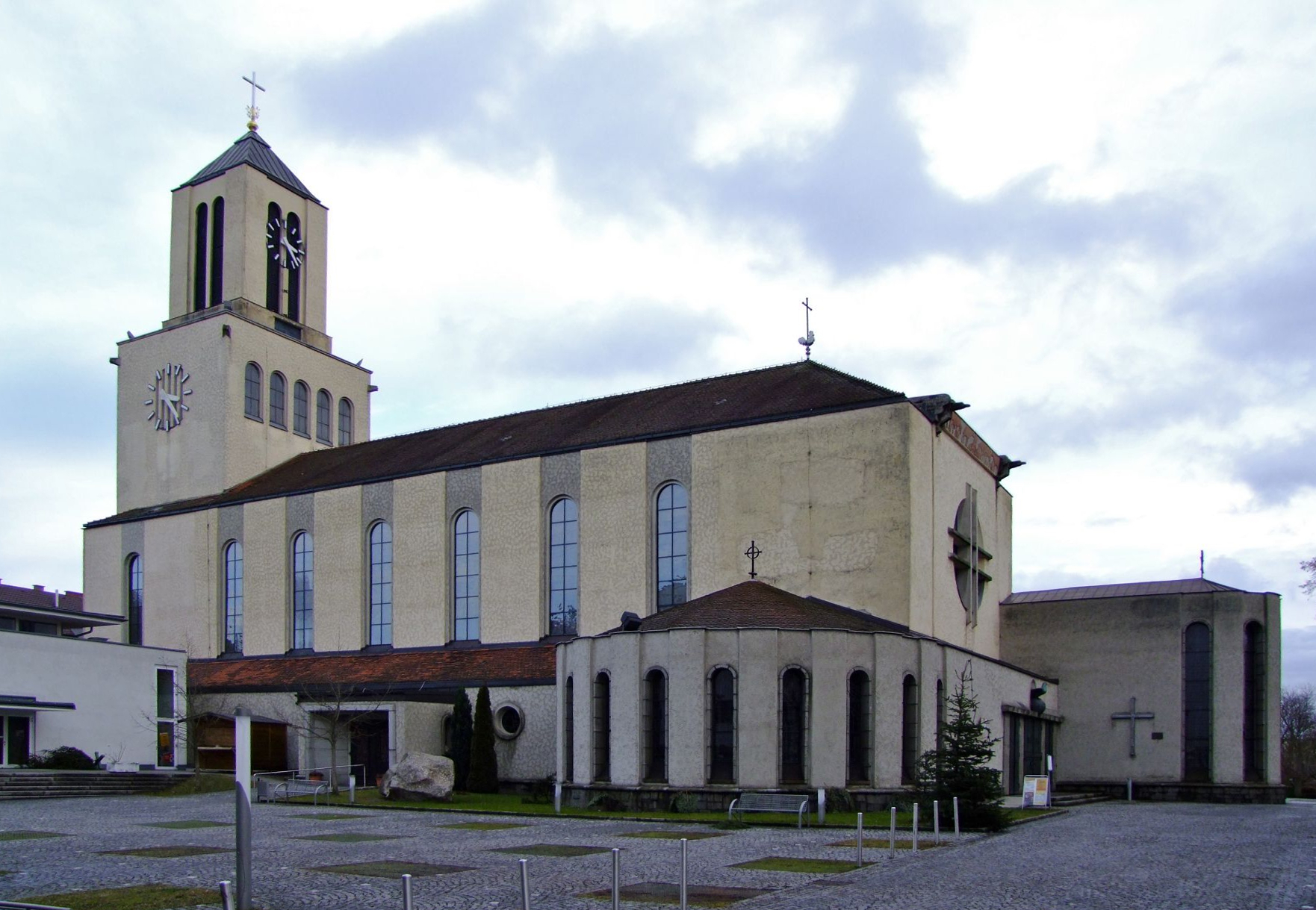
Kostel Krista Krále, Linec

- 1933–1951 s Petrem Behrensem, Alexandrem Poppem a Hansem Feichtlbauerem: Kostel Krista Krále (kostel míru), Linec
- 1936–1938 Kostel sv. Jana Nepomuckého, Větřní
- 1947–1950 Kostel Brunnbach, Großraming, Horní Rakousy
- 1948–1950 s Antonem Dannou: Kostel Höft, Braunau am Inn
- 1949–1950 Kostel Rosenau am Hengstpass, Horní Rakousy
- 1949–1951 Fatimská kaple Schardenberg, Horní Rakousy
- 1949–1955 Kostel Klaffer am Hochficht, Horní Rakousy
- 1950–1953 Hauserhof (kancelářské budovy), Linec
- 1951–1953 Kostel Untergeng, Eidenberg, Horní Rakousy
- 1952–1956 Kostel Innerbreitenau, Molln, Horní Rakousy
- 1953–1956 Kostel Scharnstein, Horní Rakousy
- Kostel Teufenbach, St. Florian am Inn, Horní Rakousy
- Hřbitov Ebensee